# Тіл'к
Тіл'к (англ. Teal'c; народився в 1899 році за земним часом) — вигаданий персонаж у науково-фантастичних телесеріалах «Зоряна брама: SG-1» і «Зоряна брама: Атлантида», якого грає Крістофер Джадж.

## Історія
Тіл'к — Джаффа, який служив Першим помічником Системного Бога Апофіса. У першому епізоді («Діти Богів») Тіл'к зрадив свого господаря і приєднався до SG-1, вважаючи, що воїни Тау'рі є надією на кінцеву поразку Гоа'улдів.
Після доказів його лояльності Землі, Тіл'ку дозволили приєднатися до SG-1 і з того часу він присвятив своє життя справі Тау'рі. Тіл'к — один з лідерів повстання Джаффа, він мріє про той день, коли всі Джаффа знайдуть свободу і всі Ґоа'улди будуть переможені.
Тіл'к багато років носив незрілого сімбіота-гоа'улда, який давав виняткову силу, довговічне життя, здоров'я та імунітет практично до всіх вірусних і бактеріальних інфекцій. Пізніше Тіл'к почав використовувати «Третонін» — препарат, який робить його фізично уразливішим ніж раніше, але не прив'язаним до гоа'улда.